# Gran Premio di Spagna 2003
Il Gran Premio di Spagna 2003 è stato un Gran Premio di Formula 1 disputato il 4 maggio 2003 al circuito di Catalogna di Montmeló. La gara fu vinta da Michael Schumacher su Ferrari, davanti a Fernando Alonso su Renault ed al compagno di squadra Rubens Barrichello.

## Vigilia

### Aspetti tecnici
La Ferrari portò in pista la nuova F2003GA, dopo aver affrontato le prime quattro gare della stagione con la F2002. L'elemento più innovativo della vettura era la sospensione posteriore, nella quale il braccetto anteriore del triangolo inferiore non era più vincolato al cambio, ma al basamento del motore. Questa soluzione permetteva di ridurre ulteriormente il peso della scatola del cambio. La vettura era caratterizzata, inoltre, da una disposizione asimmetrica dell'impianto di raffreddamento del motore, evidenziata anche dalla presenza di aperture asimmetriche sulle fiancate per migliorare lo smaltimento del calore.
In un circuito molto probante per l'efficienza aerodinamica delle vetture, diverse scuderie portarono delle novità tecniche. In particolare, la Renault montò una nuova sospensione anteriore, collaudata da McNish a Imola, sulla vettura del solo Jarno Trulli, mantenendo la monoposto di Fernando Alonso in configurazione standard. La Williams introdusse un nuovo alettone posteriore, mentre la Sauber dotò le proprie vetture di un nuovo cofano motore, che garantiva un migliore smaltimento del calore, non necessitando quindi delle ciminiere adottate in precedenza. La scuderia elvetica presentò anche un nuovo profilo estrattore, mentre la Toyota effettuò degli importanti lavori di evoluzione dell'aerodinamica della propria monoposto, portando inoltre in pista una versione potenziata del motore.

## Prove libere

### Resoconto
Nella sessione di test privati del venerdì mattina la Renault confermò la presenza del collaudatore Allan McNish, che aveva già girato anche nelle gare precedenti.

### Risultati
I tempi migliori nelle prove libere di venerdì mattina furono i seguenti:
| Pos | Nº | Pilota          | Costruttore    | Tempo    |
| --- | -- | --------------- | -------------- | -------- |
| 1   | 4  | Ralf Schumacher | Williams - BMW | 1'17"015 |
| 2   | 7  | Jarno Trulli    | Renault        | 1'17"138 |
| 3   | 8  | Fernando Alonso | Renault        | 1'17"184 |

I tempi migliori nelle prove libere di sabato mattina furono i seguenti:
| Pos | Nº | Pilota             | Costruttore | Tempo    |
| --- | -- | ------------------ | ----------- | -------- |
| 1   | 8  | Fernando Alonso    | Renault     | 1'17"670 |
| 2   | 2  | Rubens Barrichello | Ferrari     | 1'18"214 |
| 3   | 7  | Jarno Trulli       | Renault     | 1'18"263 |

## Qualifiche

### Resoconto
La nuova Ferrari F2003GA si dimostrò subito molto competitiva, tanto che Michael Schumacher e Rubens Barrichello occuparono l'intera prima fila. Il pilota tedesco, in testa alla classifica anche nella sessione a serbatoi scarichi di venerdì, precedette il compagno di squadra di due decimi e mezzo, facendo segnare la migliore prestazione nel secondo e nel terzo settore della pista. In seconda fila si schierarono le due Renault di Alonso e Trulli, seguiti dai sorprendenti Button e Panis, qualificatisi con vetture relativamente scariche di carburante.
Il gruppo dei primi dieci fu completato da Ralf Schumacher, Coulthard, Montoya e Frentzen. Il leader della classifica iridata Räikkönen, invece, commise un errore nella parte centrale del circuito, compromettendo la propria prestazione. La McLaren scelse quindi di richiamare il pilota finlandese ai box, in modo da poter evitare il regime di parco chiuso ed effettuare modifiche sulla vettura. Räikkönen si piazzò, quindi, in ultima posizione.

### Risultati
| Pos | No | Pilota                | Team               | Pneum. | Venerdì  | Sabato      | Distacco |
| --- | -- | --------------------- | ------------------ | ------ | -------- | ----------- | -------- |
| 1   | 1  | Michael Schumacher    | Ferrari            | B      | 1'17"130 | 1'17"762    |          |
| 2   | 2  | Rubens Barrichello    | Ferrari            | B      | 1'17"218 | 1'18"020    | +0"258   |
| 3   | 8  | Fernando Alonso       | Renault            | M      | 1'18"100 | 1'18"233    | +0"471   |
| 4   | 7  | Jarno Trulli          | Renault            | M      | 1'17"149 | 1'18"615    | +0"853   |
| 5   | 17 | Jenson Button         | BAR - Honda        | B      | 1'17"613 | 1'18"704    | +0"942   |
| 6   | 20 | Olivier Panis         | Toyota             | M      | 1'17"746 | 1'18"811    | +1"049   |
| 7   | 4  | Ralf Schumacher       | Williams - BMW     | M      | 1'18"409 | 1'19"006    | +1"234   |
| 8   | 5  | David Coulthard       | McLaren - Mercedes | M      | 1'18"060 | 1'19"128    | +1"366   |
| 9   | 3  | Juan Pablo Montoya    | Williams - BMW     | M      | 1'18"607 | 1'19"377    | +1"615   |
| 10  | 10 | Heinz Harald Frentzen | Sauber - Petronas  | B      | 1'18"909 | 1'19"427    | +1"665   |
| 11  | 16 | Jacques Villeneuve    | BAR - Honda        | B      | 1'18"461 | 1'19"563    | +1"801   |
| 12  | 14 | Mark Webber           | Jaguar - Cosworth  | M      | 1'17"793 | 1'19"615    | +1"853   |
| 13  | 21 | Cristiano da Matta    | Toyota             | M      | 1'17"443 | 1'19"623    | +1"861   |
| 14  | 9  | Nick Heidfeld         | Sauber - Petronas  | B      | 1'19"050 | 1'19"646    | +1"884   |
| 15  | 12 | Ralph Firman          | Jordan - Ford      | B      | 1'19"195 | 1'20"215    | +2"453   |
| 16  | 15 | Antônio Pizzonia      | Jaguar - Cosworth  | M      | 1'18"528 | 1'20"308    | +2"546   |
| 17  | 11 | Giancarlo Fisichella  | Jordan - Ford      | B      | 1'18"879 | 1'20"976    | +3"214   |
| 18  | 18 | Justin Wilson         | Minardi - Cosworth | B      | 1'21"100 | 1'22"104    | +4"342   |
| 19  | 19 | Jos Verstappen        | Minardi - Cosworth | B      | 1'20"822 | 1'22"237    | +4"475   |
| 20  | 6  | Kimi Räikkönen        | McLaren - Mercedes | M      | 1'17"862 | Senza tempo | /        |

## Gara

### Resoconto

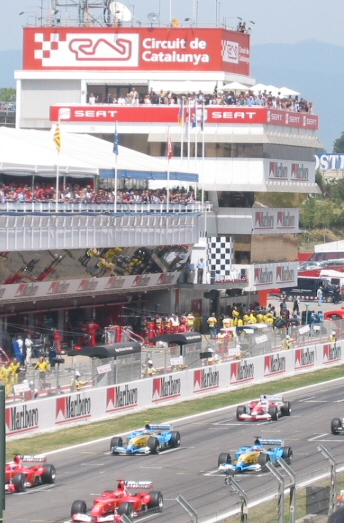
La griglia di partenza del Gran Premio.

Al via Michael Schumacher mantenne la testa del gruppo, mentre Barrichello, girato largo alla prima curva nel tentativo di insidiare il compagno di squadra, resistette a sua volta all'attacco di Alonso, mantenendo la seconda posizione davanti allo spagnolo. A centro gruppo Pizzonia rimase fermo sullo schieramento per un problema col sistema automatico di partenza. La Jaguar del brasiliano fu centrata in pieno da Räikkönen, che aveva avuto la visuale coperta da altre vetture. I due piloti uscirono illesi dall'incidente, ma furono costretti al ritiro. Nel frattempo Coulthard, scattato bene dalla quarta fila, cercò di affiancare Trulli nell'ingresso della seconda curva, ma i due vennero a contatto e l'italiano fu costretto al ritiro, mentre il pilota della McLaren dovette rientrare ai box per effettuare riparazioni sulla propria monoposto.
La direzione gara mandò in pista la safety car per permettere ai commissari di spostare le vetture incidentate dal tracciato e Firman e Frentzen approfittarono del periodo di interruzione per rifornire. Dopo cinque tornate la vettura di sicurezza tornò ai box: alla ripartenza Michael Schumacher conduceva il gruppo davanti a Barrichello, Alonso e Ralf Schumacher. Montoya sopravanzò Button, alle spalle del quale si allinearono Villeneuve, Da Matta e Wilson, partito benissimo dal fondo dello schieramento. Non ci furono significativi rimescolamenti di posizioni fino alla prima serie di soste ai box, aperta al quattordicesimo passaggio da Button. Il pilota inglese tornò in pista in decima posizione, alle spalle di Coulthard. Tre tornate più tardi Button tentò di attaccare il pilota della McLaren, che però chiuse la traiettoria: i due vennero a contatto e lo scozzese fu costretto al ritiro. Nello stesso momento, nel corso del diciassettesimo giro, rifornì anche Alonso, seguito da Ralf Schumacher, Montoya, Michael Schumacher e Barrichello.
Al termine della prima sequenza di rifornimenti Michael Schumacher rimase al comando, mentre Alonso sopravanzò Barrichello, portandosi in seconda posizione. Seguivano le due Williams di Ralf Schumacher e Montoya e le due Toyota, con Da Matta sesto e Panis settimo dopo aver compiuto diversi sorpassi, rimontando le posizioni perse nel corso del primo giro. In testa alla gara Michael Schumacher accumulò gradualmente vantaggio su Alonso, che a sua volta guadagnò un discreto margine su Barrichello. Le due Williams, passate ad una strategia sulle due soste contro le tre degli avversari, accusarono distacchi ancora più pesanti. Al 35º passaggio Michael Schumacher andò ai box per effettuare il secondo pit stop, rientrando in pista alle spalle del fratello Ralf, decisamente più lento. Il ferrarista superò il rivale nel corso della 37ª tornata. In seguito rifornirono anche Barrichello ed Alonso. Anche lo spagnolo si trovò bloccato dietro a Ralf Schumacher, mentre il ferrarista rientrò in pista al quinto posto, alle spalle di Montoya. Nel corso della quarantesima tornata Ralf Schumacher, tallonato ormai da Alonso, mancò una staccata, finendo nella via di fuga. Poco dopo il pilota tedesco rientrò ai box per la seconda ed ultima volta, imitato un giro più tardi dal compagno di squadra, che nel frattempo era stato superato da Barrichello.
La situazione nelle prime posizioni si stabilizzò, con Schumacher che mantenne un vantaggio di circa sei secondi su Alonso, che a sua volta conservava un buon margine su Barrichello. Più staccato si trovava Montoya, mentre Ralf Schumacher, perso il quarto posto a favore del colombiano, dovette guardarsi dagli attacchi di Da Matta. La terza serie di rifornimenti non mutò la situazione e Michael Schumacher andò a vincere davanti ad Alonso, Barrichello, Montoya, Ralf Schumacher, Da Matta, Webber e Firman, che conquistò il primo e unico punto in carriera al termine di una gara regolare.

### Risultati
| Pos      | No | Pilota                | Team               | Pneumatici | Giri | Tempo Ritiro                   | Partenza | Punti |
| -------- | -- | --------------------- | ------------------ | ---------- | ---- | ------------------------------ | -------- | ----- |
| 1        | 1  | Michael Schumacher    | Ferrari            | B          | 65   | 1h33'46"933                    | 1        | 10    |
| 2        | 8  | Fernando Alonso       | Renault            | M          | 65   | +5"716                         | 3        | 8     |
| 3        | 2  | Rubens Barrichello    | Ferrari            | B          | 65   | +18"001                        | 2        | 6     |
| 4        | 3  | Juan Pablo Montoya    | Williams - BMW     | M          | 65   | +1'02"022                      | 9        | 5     |
| 5        | 4  | Ralf Schumacher       | Williams - BMW     | M          | 64   | +1 giro                        | 7        | 4     |
| 6        | 21 | Cristiano da Matta    | Toyota             | M          | 64   | +1 giro                        | 13       | 3     |
| 7        | 14 | Mark Webber           | Jaguar - Cosworth  | M          | 64   | +1 giro                        | 12       | 2     |
| 8        | 12 | Ralph Firman          | Jordan - Ford      | B          | 63   | +2 giri                        | 15       | 1     |
| 9        | 17 | Jenson Button         | BAR - Honda        | B          | 63   | +2 giri                        | 5        |       |
| 10       | 9  | Nick Heidfeld         | Sauber - Petronas  | B          | 63   | +2 giri                        | 14       |       |
| 11       | 18 | Justin Wilson         | Minardi - Cosworth | B          | 63   | +2 giri                        | 18       |       |
| 12       | 19 | Jos Verstappen        | Minardi - Cosworth | B          | 62   | +3 giri                        | 19       |       |
| Ritirato | 11 | Giancarlo Fisichella  | Jordan - Ford      | B          | 43   | Motore (11°)                   | 17       |       |
| Ritirato | 20 | Olivier Panis         | Toyota             | M          | 41   | Cambio (7°)                    | 6        |       |
| Ritirato | 10 | Heinz-Harald Frentzen | Sauber - Petronas  | B          | 38   | Sospensione (12°)              | 10       |       |
| Ritirato | 5  | David Coulthard       | McLaren - Mercedes | M          | 17   | Collisione con J.Button (9°)   | 8        |       |
| Ritirato | 16 | Jacques Villeneuve    | BAR - Honda        | B          | 12   | Elettronica (17°)              | 12       |       |
| Ritirato | 7  | Jarno Trulli          | Renault            | M          | 0    | Collisione con D.Coulthard     | 4        |       |
| Ritirato | 15 | Antônio Pizzonia      | Jaguar - Cosworth  | M          | 0    | Sistema automatico di partenza | 16       |       |
| Ritirato | 6  | Kimi Räikkönen        | McLaren - Mercedes | M          | 0    | Collisione con A.Pizzonia      | 20       |       |

## Classifiche

### Piloti
| Pos. | Pilota                | Punti |
| ---- | --------------------- | ----- |
| 1    | Kimi Räikkönen        | 32    |
| 2    | Michael Schumacher    | 28    |
| 3    | Fernando Alonso       | 25    |
| 4    | Rubens Barrichello    | 20    |
| 5    | David Coulthard       | 19    |
| 6    | Ralf Schumacher       | 17    |
| 7    | Juan Pablo Montoya    | 15    |
| 8    | Giancarlo Fisichella  | 10    |
| 9    | Jarno Trulli          | 9     |
| 10   | Heinz-Harald Frentzen | 7     |
| 11   | Jacques Villeneuve    | 3     |
| 11   | Cristiano da Matta    | 3     |
| 11   | Jenson Button         | 3     |
| 14   | Mark Webber           | 2     |
| 15   | Nick Heidfeld         | 1     |
| 15   | Ralph Firman          | 1     |

### Costruttori
| Pos. | Team               | Punti |
| ---- | ------------------ | ----- |
| 1    | McLaren - Mercedes | 51    |
| 2    | Ferrari            | 48    |
| 3    | Renault            | 34    |
| 4    | Williams - BMW     | 32    |
| 5    | Jordan - Ford      | 11    |
| 6    | Sauber - Petronas  | 8     |
| 7    | BAR - Honda        | 8     |
| 8    | Toyota             | 3     |
| 9    | Jaguar - Cosworth  | 2     |